# César al millor curtmetratge d'animació
El César al millor curtmetratge d'animació (originalment en francès César du meilleur court métrage d'animation) és un premi cinematogràfic francès atorgat per l'Académie des Arts et Techniques du Cinéma.
Es va atorgar amb aquest nom entre el 1977 i el 1991, ambdós inclosos, però a partir del 1992 es va fusionar amb el César al millor curtmetratge documental i el César al millor curtmetratge de ficció, creant-se el César al millor curtmetratge.
A partir del 2014 va tornar a entregar-se i des del 2022 s'ha tornat a l'antiga denominació.

## Palmarès
- Font: Pàgina oficial del premi.

#### Dècada del 1970
| Any                                    | Títol original | Títol en català             | Director | Pais |
| -------------------------------------- | -------------- | --------------------------- | -------- | ---- |
| 1977                                   |                |                             |          |      |
| Un comédien sans paradoxe              | -              | Robert Lapoujade            | França   |      |
| Bactéries nos amies                    | -              | Michel Boschet              | França   |      |
| Déjeuner du matin                      | -              | Patrice Bokanowski          | França   |      |
| L'empreinte                            | -              | Jacques-Armand Cardon       | França   |      |
| Oiseau de nuit                         | -              | Bernard Palacios            | França   |      |
| La rosette arrosée                     | -              | Paul Dopff                  | França   |      |
| 1978                                   |                |                             |          |      |
| Rêve                                   | -              | Peter Földes                | Hongria  |      |
| Fracture                               | -              | Gaétan Brizzi i Paul Brizzi | França   |      |
| Kubrik à brac                          | -              | Dominique Rocher            | França   |      |
| Mordillissimo                          | -              | Roger Beaurin               | França   |      |
| La nichée                              | -              | Gérard Collin               | França   |      |
| 1979                                   |                |                             |          |      |
| La traversée de l'Atlantique à la rame | -              | Jean-François Laguionie     | França   |      |
| L'anatomiste                           | -              | Yves Brangoleau             | França   |      |
| Le phénomène                           | -              | Paul Dopff                  | França   |      |

#### Dècada del 1980
| Any                                       | Títol original | Títol en català                | Director          | Pais |
| ----------------------------------------- | -------------- | ------------------------------ | ----------------- | ---- |
| 1980                                      |                |                                |                   |      |
| Demain la petite sera en retard à l'école | -              | Michel Boschet                 | França            |      |
| Barbe bleue                               | -              | Catherine Breillat             | França            |      |
| Les troubles fête                         | -              | Bernard Palacios               | França            |      |
| 1981                                      |                |                                |                   |      |
| Le manège                                 | -              | Jean-Pierre Jeunet             | França            |      |
| Le réveil                                 | -              | Jean-Christophe Villard        | França            |      |
| Les trois inventeurs                      | -              | Michel Ocelot                  | França            |      |
| 1982                                      |                |                                |                   |      |
| La tendresse du maudit                    | -              | Jean-Manuel Costa              | França            |      |
| L'échelle                                 | -              | Alain Ughetto                  | França            |      |
| Trois thèmes                              | -              | Alexandre Alexeieff            | Rússia            |      |
| 1983                                      |                |                                |                   |      |
| La légende du pauvre bossu                | -              | Michel Ocelot                  | França            |      |
| Chronique 1909                            | -              | Gaétan Brizzi i Paul Brizzi    | França            |      |
| Sans Préavis                              | -              | Michel Gauthier                | França            |      |
| 1984                                      |                |                                |                   |      |
| Le voyage d'Orphée                        | -              | Jean-Manuel Costa              | França            |      |
| Au-delà de minuit                         | -              | Pierre Barletta                | França            |      |
| Le sang                                   | -              | Jacques Rouxel                 | França            |      |
| 1985                                      |                |                                |                   |      |
| La boule                                  | -              | Alain Ughetto                  | França            |      |
| L'invité                                  | -              | Guy Jacques                    | França            |      |
| Ra                                        | -              | Thierry Barthes i Pierre Jamin | França            |      |
| 1986                                      |                |                                |                   |      |
| L'enfant de la haute mer                  | -              | Patrick Deniau                 | França            |      |
| La campagne est si belle                  | -              | Michel Gauthier                | França            |      |
| Contes crépusculaires                     | -              | Yves Charnay                   | França            |      |
| 1987                                      |                |                                |                   |      |
| No es va concedir.                        |                |                                |                   |      |
| 1988                                      |                |                                |                   |      |
| Le petit cirque de toutes les couleurs    | -              | Jacques-Rémy Girerd            | França            |      |
| Transatlantique                           | -              | Bruce Krebs                    | França            |      |
| 1989                                      |                |                                |                   |      |
| L'escalier chimérique                     | -              | Daniel Guyonnet                | França            |      |
| La princesse des diamants                 | -              | Michel Ocelot                  | França            |      |
| Le travail du fer                         | -              | Celia Canning i Nery Catineau  | Regne Unit França |      |

#### Dècada del 1990
| Any                   | Títol original | Títol en català | Director | Pais |
| --------------------- | --- | --- | --- | --- |
| 1990                  | | | | |
| Le porte plume        | - | Marie-Christine Perrodin | França | |
| Sculpture, Sculptures | - | Jean-Loup Felicioli | França | |
| 1991                  | | | | |
| No es va concedir.    | | | | |
| 1992                  | A partir d'aquest any es van unificar el curt documental, el curt de ficció i el curt d'animació per ser només César al millor curtmetratge, mantenint-se així fins al 2014. | A partir d'aquest any es van unificar el curt documental, el curt de ficció i el curt d'animació per ser només César al millor curtmetratge, mantenint-se així fins al 2014. | A partir d'aquest any es van unificar el curt documental, el curt de ficció i el curt d'animació per ser només César al millor curtmetratge, mantenint-se així fins al 2014. | A partir d'aquest any es van unificar el curt documental, el curt de ficció i el curt d'animació per ser només César al millor curtmetratge, mantenint-se així fins al 2014. |

#### Dècada del 2010
| Any                                 | Títol original | Títol en català                             | Director        | Pais |
| ----------------------------------- | -------------- | ------------------------------------------- | --------------- | ---- |
| 2014                                |                |                                             |                 |      |
| Mademoiselle Kiki et les Montparnos | -              | Amélie Harrault                             | França          |      |
| Lettres de femmes                   | -              | Augusto Zanovello                           | França          |      |
| 2015                                |                |                                             |                 |      |
| Les Petits cailloux                 | -              | Chloé Mazlo                                 | França          |      |
| Bang Bang !                         | -              | Julien Bisaro                               | França          |      |
| La Bûche de Noël                    | -              | Stéphane Aubier i Vincent Patar             | Bèlgica         |      |
| La petite casserole d'Anatole       | -              | Éric Montchaud                              | França          |      |
| 2016                                |                |                                             |                 |      |
| Le Repas dominical                  | -              | Céline Devaux                               | França          |      |
| La nuit américaine d'Angélique      | -              | Pierre-Emmanuel Lyet i Joris Clerté         | França          |      |
| Sous tes doigts                     | -              | Marie-Christine Courtès                     | França          |      |
| Tigres à la queue leu leu           | -              | Benoît Chieux                               | França          |      |
| 2017                                |                |                                             |                 |      |
| Celui qui a deux âmes               | -              | Fabrice Luang-Vija                          | França          |      |
| Café froid                          | -              | François Leroy i Stéphanie Lansaque         | França          |      |
| Journal animé                       | -              | Donato Sansone                              | França          |      |
| Peripheria                          | -              | David Coquard-Dassault                      | França          |      |
| 2018                                |                |                                             |                 |      |
| Pépé le morse                       | -              | Lucrèce Andreae                             | França          |      |
| Le futur sera chauve                | -              | Paul Cabon                                  | França          |      |
| I want pluto to be a planet again   | -              | Marie Amachoukeli i Vladimir Mavounia-Kouka | França          |      |
| Le jardin de minuit                 | -              | Benoît Chieux                               | França          |      |
| 2019                                |                |                                             |                 |      |
| Vilaine fille                       | -              | Ayce Kartal                                 | França Turquia  |      |
| Au cœur des ombres                  | -              | Alice Guimarães i Mónica Santos             | Portugal França |      |
| La Mort, père et fils               | -              | Denis Walgenwitz i Winshluss                | França          |      |
| Raymonde ou l'évasion verticale     | -              | Sarah Van Den Boom                          | França          |      |

#### Dècada del 2020
| Any                            | Títol original                            | Títol en català                        | Director                     | Pais |
| ------------------------------ | ----------------------------------------- | -------------------------------------- | ---------------------------- | ---- |
| 2020                           |                                           |                                        |                              |      |
| La Nuit des sacs plastiques    | -                                         | Gabriel Harel                          | França                       |      |
| Ce magnifique gâteau !         | Quin pastís tan magnífic!                 | Marc James Roels i Emma de Swaef       | França Bèlgica Països Baixos |      |
| Je sors acheter des cigarettes | -                                         | Osman Cerfon                           | França                       |      |
| Make it soul                   | -                                         | Jean-Charles Mbotti Malolo             | França                       |      |
| 2021                           |                                           |                                        |                              |      |
| L'Heure de l'ours              | -                                         | Agnès Patron                           | França                       |      |
| Bach-Hông                      | -                                         | Elsa Duhamel                           | França                       |      |
| L'Odyssée de Choum             | El viatge de la Bu                        | Julien Bisaro                          | França Bèlgica               |      |
| La Tête dans les orties        | -                                         | Paul Cabon                             | França                       |      |
| 2022                           |                                           |                                        |                              |      |
| Folie douce, folie dure        | -                                         | Marine Laclotte                        | França                       |      |
| Empty places                   | -                                         | Geoffroy De Crécy                      | França                       |      |
| Le Monde en soi                | -                                         | Sandrine Stoïanov i Jean-Charles Finck | França                       |      |
| Précieux                       | -                                         | Paul Mas                               | França                       |      |
| 2023                           |                                           |                                        |                              |      |
| La Vie sexuelle de mamie       | -                                         | Urška Djukić i Émilie Pigeard          | Eslovènia França             |      |
| Câline                         | -                                         | Margot Reumont                         | França                       |      |
| Noir-soleil                    | -                                         | Marie Larrivé                          | França                       |      |
| 2024                           |                                           |                                        |                              |      |
| Été 96                         | -                                         | Mathilde Bédouet                       | França                       |      |
| Drôles d'oiseaux               | L'illa dels ocells. L'Eli i altres contes | Charlie Belin                          | França                       |      |
| La Forêt de Mademoiselle Tang  | -                                         | Denis Do                               | França                       |      |
| 2025                           |                                           |                                        |                              |      |
| Beurk!                         | -                                         | Loïc Espuche                           | França                       |      |
| GiGi                           | -                                         | Cynthia Calvi                          | França                       |      |
| Papillon                       | -                                         | Florence Miailhe                       | França                       |      |